# Louis de Funès
Louis de Funès (teljes nevén Louis Germain David de Funès de Galarza y Soto, IPA: [lwi ʒɛʁmɛ̃ david də fyˈnɛs də ɡalaʁza]) (Courbevoie, 1914. július 31. – Nantes, 1983. január 27.) francia komikus, színész.

## Élete

Louis de Funes portréja

Franciaországban letelepedett spanyol nemesi családban született 1914. július 31-én. Apja Carlos Louis de Funes de Galarza (1871–1934), sevillai származású ügyvéd, utóbb gyémántműves, anyja Léonor Soto Reguera (1879–1957), háztartásbeli, spanyol-gallego (spanyolországi portugál) családból származott. Teolindo Soto Barró, egy prominens galíciai politikus rokona volt.
Louis de Funès 1936. április 27-én, Saint-Étienne-ben kötötte első házasságát. Az ara Germaine Louise Elodie Carroyer (1915. március 7. – 2011. november 28.) volt, akitől egy fia született 1937. július 12-én (Daniel Charles Louis). 1942. november 13-án elváltak, s Louis másodszorra is megnősült 1943. április 12-én. Ezúttal Jeanne Augustine Barthélémyvel (1914. február 1. – 2015. március 7.), Guy de Maupassant unokahúgával kötötte össze az életét. Ebből a házasságból két fia született: Patrick Charles (1944. január 27. –) radiológus és Olivier Pierre (1949. augusztus 11. –), pilóta az Air France-nál.
Pályája igencsak nehezen indult, egyre-másra bocsátották el állásából, míg végül bárzongorista lett. Kiváló zenei hallását később számos filmben kamatoztatta (például Az ügyefogyott, Főnök inkognitóban, Lányok pórázon).
Nagy mozirajongó volt, színészi karrierjét mégis a színpadon kezdte. Bár eleinte csak kis szerepeket kapott, hamar felfigyeltek rá. Többször is dolgozott Sacha Guitry-vel, aki később így nyilatkozott róla: „Nem létezik kis szerep egy ily nagy színész számára!”
Az 1950-es évek közepén kezdett ismertté válni a filmvásznon. Az ötlábú birkában oly nagy nevek mellett jelent meg, mint Fernandel vagy Françoise Arnoul. A Horgász a pácban leleményes vadorzójaként pedig joggal érdemelte ki a legjobb helyzetkomikusnak járó elismerést.
A nagy áttörést a Csendőr sorozat jelentette, melynek első darabját, a Saint Tropez-i csendőrt 1964-ben forgatta Jean Girault-val. „A francia komédia új csillaga” – nyilatkozta róla a rádióban Fernandel. Alig telt el két hónap, újabb sikert könyvelhetett el magának a Fantomas Juve felügyelőjeként, túlragyogva a címszerepet alakító Jean Marais-t. Egyre növekvő siker közepette forgatta Gérard Ouryval Az ügyefogyottat. A film 1965 márciusában került a mozikba, s a Time magazin a főszereplő Bourvil/De Funès kettős alakítását egyenesen a Stan és Pan pároshoz hasonlította. 1967-ben újabb filmet forgattak Bourvillal. Ez A kis kiruccanás minden idők legnagyobb francia kasszasikere (17 millió néző), melyet csak James Cameron Titanicja tudott megdönteni 1998-ban.
Funès és Bourvil e két film leforgatása után örök önzetlen barátságot kötöttek. Egyszer Olivier de Funès azt mondta: Bourvil apám bizalmas jó barátja lett. Louis de Funès Bourvil-ról: „Andréval élvezet együtt dolgozni. Ráadásul mindig kedves és csupa jókedv. Nagyon szerencsés a természete. Szívesen venném, ha nekem is juttatna belőle egy keveset, mert akkor én is barátságosabb lennék.”
Mikor Bourvil 1970. szeptember 23-án elhunyt, Funès a hír hallatára összeomlott, s nem ment el a temetésre sem, ahol Gérard Oury képviselte őt. Partnere halálhíre komolyan megrendítette. Bejelentette, hogy visszalép a Felszarvazták őfelségét című film forgatásától, amiben Bourvil lett volna a partnere. 1971-ben mégis leforgatták a filmet Yves Montand-nal "Blaze" szerepében.
Funès így vélekedett Montand-ról: „A körme hegyéig ismeri a szakmát. Annyira jó nem lesz vele játszani, mint Andréval (Bourvil), de talán segít abban, hogy változtassak az alakításomon.”
1971 november végén ismét színpadra lépett Claude Magnier Oscar című komédiájában (Palais-Royal Színház), melynek címszerepét már az 1960-as évek elején eljátszotta más színpadokon (Porte-Saint-Martin Színház és Karsenty-turné). 1973 márciusától minden erejét a Jákob rabbi kalandjainak szentelte, melyet ugyanazon évben október 18-án mutattak be. Már másnap visszatért a világot jelentő deszkákra a Champs-Élysées-n. 1974. április 25-éig majdnem kétszázszor játszotta Jean Anouilh Torreádor keringőjét.
Ettől fogva felesége kastélyában pihent, kertészkedett. Mikor Gérard Oury felkérte, szerepeljen következő filmjében, a Krokodilban, hevesen tiltakozott. A forgatás 1975 májusában kezdődött volna és Louis de Funés a főszereplő dél-amerikai diktátort alakította volna, ám márciusban szívinfarktust kapott. Betegsége miatt – bár nehezére esett – kénytelen volt megválni színházi karrierjétől, amely fizikailag is nagyon megviselte.
Filmes pályafutása is veszélybe került, mivel a biztosítók nem voltak hajlandók vállalni egy újabb forgatás kockázatát. Végül 1976-ban Claude Zidi rendezőnek sikerült két hét biztosítást kieszközölnie számára, hogy leforgathassák a Szárnyát vagy combját című komédiát. Így aztán Louis de Funès visszatért a filmvászonra, a biztonság kedvéért azonban orvosa és egy mentő végig jelen volt a forgatáson. Még készített pár filmet, azonban már nem olyan tempóban, mint azt pályafutása elején tette (például Marakodók, A csendőr és a földönkívüliek).
1980-ban valósította meg régen dédelgetett álmát: filmre vitte Molière darabját a A fösvényt, azonban csak mérsékelt sikert aratott.
Utolsó filmjét, a Csendőr és a csendőrlányokat 1982-ben forgatta. 1983. január 27-én újabb, végzetes szívrohamot kapott. Cellier temetőjében nyugszik.

### Posztumusz

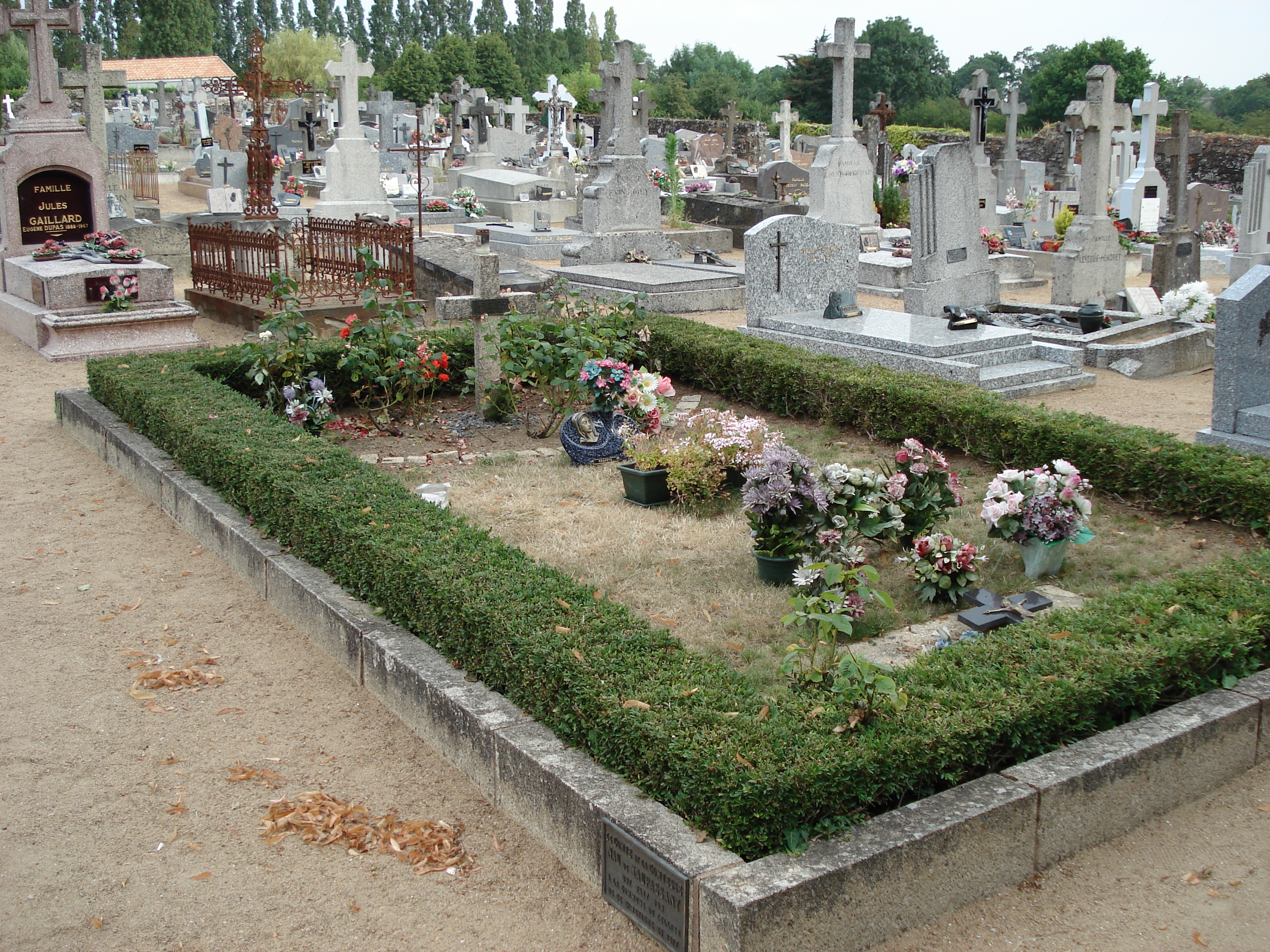
Louis de Funès sírja Le Cellier településen

- A neves virágkertész, Alain Meilland elnevezett róla egy rózsafajtát.
- Jean-Marie Poiré neki ajánlotta Papi, a hős (Papy fait de la résistance) című filmjét.
- Középső fia, Patrick Charles de Funès apja emlékére létrehozta a defunes.fr honlapot.

## Louis de Funès, a komikus

### Kosztümök, álruhák
Bár nem sok lehetősége volt rá a filmforgatások során, mégis időről időre kihasználta a kosztümök és álruhák adta lehetőséget, ezáltal is hangsúlyozva – néha egészen eltúlozva – a komikus jeleneteket, melyek fontos szerepet játszanak a szereplők jellemfejlődésében. Például:
- a parókát viselő pozőr álköltő, aki nem más, mint saját éttermét inkognitóban tesztelő étterem tulajdonos a Főnök inkognitóban című filmben.
- 17. század eleji kosztümök a Felszarvazták őfelségétben, köztük is a tavernabéli Fekete hölgy álruhája
- az elfátyolozott arcú idős hölgy, aki a Szárnyát vagy combjátban, figyeli, hogyan ugrálja körül a „névtelen betelefonáló” által előre figyelmeztetett étterem személyzete az őket tesztelő gasztronómiai útikalauz ügynökét (mely útikalauznak természetesen az idős hölgynek álcázott Funès a főszerkesztője)
- ljubavicsi haszid öltözet a Jákob rabbi kalandjaiban
- századfordulós (a Belle Époque korát idéző) viseletek a Heves jeges című filmben, melyben kénytelen a saját felesége után epekedő udvarlónak kiadnia magát, miután rövid időre mentőnek, majd szerzetesnek álcázta magát, hogy hazalophassa hibernált ősét a kórházból
- A fösvényben viselt páva jelmeze ellenállhatatlanul nevetésre ingerli a nézőt
- nem beszélve a Csendőr sorozat uniformisairól és az ugyancsak itt újra meg újra feltűnő apácaruhákról, vagy az Egy kis kiruccanásban hordott Wehrmacht-álruhákról.

### Nevezetes párosok
Louis de Funès tehetségét kitűnően kamatoztatta állandó vagy alkalmi kettősökben az alábbi színészekkel:
- Claude Gensac: női cinkosa, felesége a Csendőr-sorozatban.
- Michel Galabru: felettese a Csendőr-sorozatban, nagyszerű burleszk jeleneteket alakítottak együtt.
- André Bourvil: Az ügyefogyottban és az Egy kis kiruccanásban.
- Yves Montand: a Felszarvazták őfelségét című filmben, melynek számos jelenete máig megmaradt a nézők emlékezetében, mint például a fültisztítás vagy a rím-ébredés.
- Michel Coluche: a Szárnyát vagy combjátban de Funès fiát alakította.
- Bernard Blier: nyomozott de Funès után a Jo című filmben.
- Olivier de Funès: három filmben is a fiát alakította (A nagy vakáció, Lányok pórázon, Heves jeges), valamint együtt játszott vele a Fennakadva a fán című filmben.
- Jean Gabin: a Nicsak, ki tetoválban.
- Jacques Villeret: a Káposztalevesben.
- Jean Marais: a Fantomas sorozatban.
- Maurice Risch: A nagy vakációban volt partnere, megjelent továbbá a A Saint Tropez-i csendőr és a Marakodók néhány epizódjában is.

### Zenés-táncos szerepek
Colette Brosset szerint (ld. a Főnök inkognitóban című film DVD változatának extráit) Funès-nak vérében volt a zene és a tánc, hihetetlen ügyességgel tudott egy-egy koreográfiát elsajátítani. Ezt a képességét az olyan filmekben kamatoztatta, mint például az Ah! les belles bacchantes, a Főnök inkognitóban, Lányok pórázon, vagy a Jákob rabbi kalandjai.

## Kitüntetések

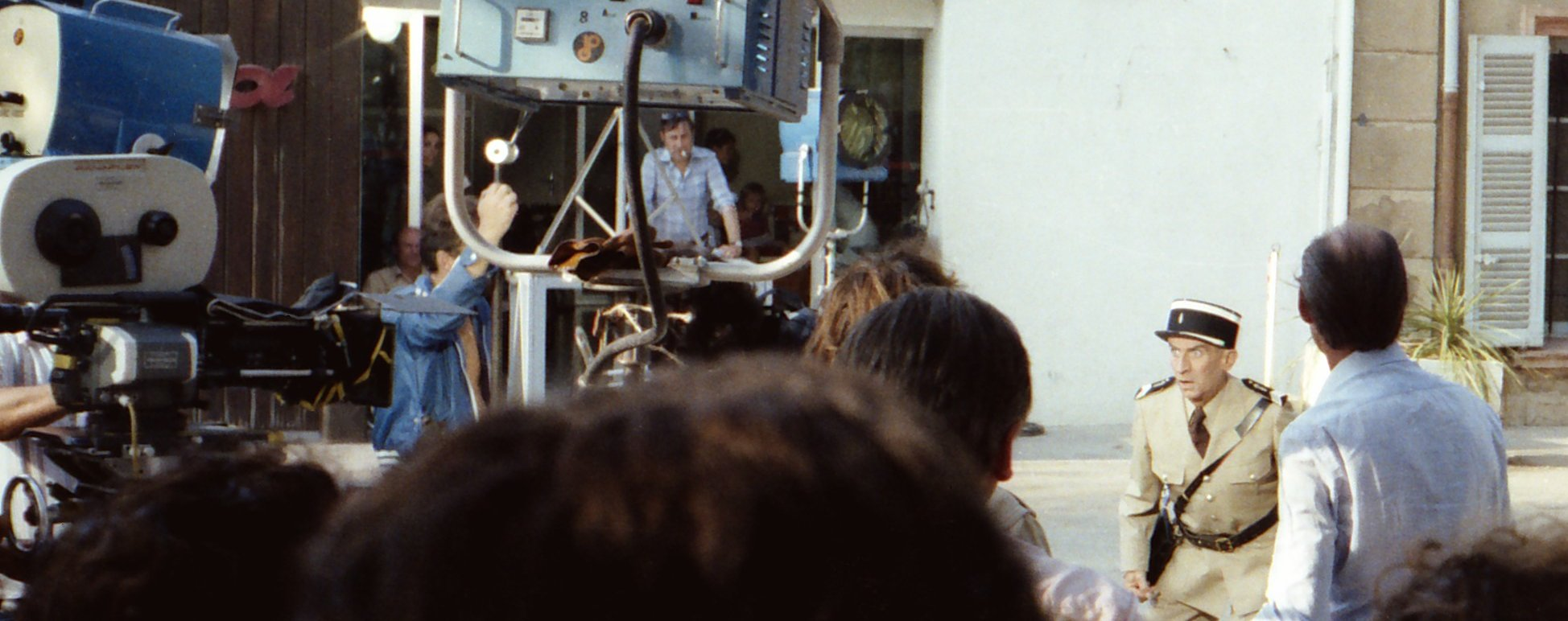
Forgatáson

- A francia Becsületrend lovagja (1973, Gérard Oury adta át)
- Tiszteletbeli César díjat kétszer is kapott
  - először 1980-ban saját jogon, melyet Jerry Lewis adott át neki
  - másodszor posztumusz 1993-ban, mikor is Jean Marais és Gérard Oury nyerte, ám ők odaajándékozták ezt a díjat Jeanne de Funès-nak, férje halálának 10. évfordulója alkalmából

## Magyar szinkronhangjai
A nézők számára Louis de Funès neve elválaszthatatlanul összeforrott Balázs Péter nevével, aki a legtöbb filmjében hangját adta a francia művész szinkronizálásához. Összesen 22 Funès-filmben szinkronizált Balázs Péter, ezek között akadnak újra szinkronizált darabok is. A Fennakadva a fán c. film legelső szinkronjában ugyanis még Zenthe Ferenc volt Louis de Funès magyar hangja. Igencsak népszerű szinkronja még Haumann Péter, ő vagy 6 filmben, így a Fantomas-filmekben kölcsönözte számára a hangját. Szombathy Gyula hét filmben volt szinkronhang.
1-2 film erejéig pedig az alábbi magyar színművészek szinkronizálták Louis de Funèst: Suka Sándor, Kabos László, Harkányi Endre, Harsányi Gábor, Kerekes József, Siklós György, Szőke-Kavinszky András, Agárdy Gábor, Csuja Imre, Dánielfy Zsolt, Egri István, Fazekas István, Körmendi János, Pongrácz Imre (színművész), Szatmári István, Tahi Tóth László, Végh Péter. Bizonyos hangsávok elavultak, vagy elvesztek, ezért ezeket már ritkán látni, illetve hozzájuk férni is komoly nehézségekbe ütközik.

## Filmográfia
(bemutató éve : film címe magyarul : cím franciául : rendező neve : Louis de Funès szerepe)
- 1945 : - : La Tentation de Barbizon : Jean Stelli : A Paradicsom nevű kabaré ajtónállója
- 1946 : - : Six heures à perdre : Alex Joffé és Jean Levitte : őkegyelmessége, Léopold de Witt sofőre
- 1946 : - : Dernier refuge : Marc Maurette : a büfékocsi alkalmazottja
- 1947 : Párizs és a tavasz : Antoine et Antoinette : Jacques Becker : Emile, a fűszeresfiú és az egyik meghívott az esküvőn
- 1946 : - : Le château de la dernière chance : Jean-Paul Paulin : vendég a bárban, aki megöleli Yolande-ot
- 1947 : - : Croisière pour l'inconnu : Pierre Montazel : hajószakács
- 1948 : - : Du Guesclin : Bernard de La Tour : asztrológus, egy udvaronc, koldus…
- 1949 : - : Vient de paraître : Jacques Houssin : (statiszta)
- 1949 : - : Mon ami Sainfoin : Marc-Gilbert Sauvajon : idegenvezető
- 1949 : - : Mission à Tanger : André Hunebelle : spanyol generális
- 1949 : - : Millionnaires d'un jour : André Hunebelle : Philippe ügyvédje
- 1949 : - : Au revoir Monsieur Grock : Pierre Billon : egy néző
- 1949 : - : Rendez-vous avec la chance : Emile-Edwin Reinert : kávéházi pincér
- 1949 : - : Pas de week-end pour notre amour : Pierre Montazel : Constantin, Valirman báró szolgája
- 1949 : - : Un certain monsieur : Yves Ciampi : Thomas Boudeboeuf, újságíró
- 1949 : - : Je n'aime que toi : Pierre Montazel : zongorista a próbáló zenekarban
- 1949 : - : Le Jugement de Dieu : Raymond Bernard : a férfi, aki kihúzatja egy fogát a borbéllyal, valamint a polgármester küldönce
- 1950 : - : La Rue sans loi : Claude Dolbert et Marcel Giraud : Hippolyte, a zenetanár
- 1950 : - : Quai de Grenelle : Emile-Edwin Reinert : Viencent úr
- 1950 : - : Adémaï au poteau-frontière : Paul Colline : katona (statiszta)
- 1950 : - : Knock : Guy Lefranc : a beteg, aki 100 grammot vesztett
- 1950 : - : Pour l'amour du ciel "E piu facile che un camello" : Luigi Zampa : Nicolas, a cipész (szinkronhang)
- 1950 : - : La Rose rouge : Marcello Pagliero : Manito, a költő, aki megeszi a poharakat
- 1951 : - : Les Joueurs (rövidfilm) : Claude Barma : Pjotr Petrovics
- 1951 : - : Un Amour de parapluie (rövidfilm) : Jean Laviron : (?)
- 1951 : Bibi Fricotin : Bibi Fricotin : Marcel Blistène : horgász, úszómester
- 1951 : - : Boniface Somnambule : Maurice Labro : Anatole, gyanús férj a Nagyszállóban
- 1951 : - : Boîte à vendre (rövidfilm) : Claude-André Lalande : a cég főnöke
- 1951 : Cím nélkül távozott : Sans laisser d'adresse : Jean-Paul Le Chanois : leendő apa
- 1951 : - : Champions Juniors (rövidfilm) : Pierre Blondy : tekintélyelvű apa
- 1951 : - : 90 degrés à l'ombre (rövidfilm) : Norbert Carbonnaux : (?)
- 1951 : - : Le Roi du bla bla bla : Maurice Labro : Gino, gengszter
- 1951 : - : La vie est un jeu : Raymond Leboursier : tolvaj
- 1951 : - : La passante : Henri Calef : gátőr
- 1951 : - : La Poison : Sacha Guitry : André Chevillard, rémonville-i lakos
- 1951 : - : Pas de vacances pour Monsieur le Maire : Maurice Labro : tanácsos
- 1951 : - : Le Dindon, de Claude Barma : ügyvezető
- 1951 : - : L'Amant de paille : Gilles Grangier : Bruno, pszichiáter
- 1951 : - : Folie douce : Jean-Paul Paulin : a jelenetét kivágták
- 1951 : - : Ma femme est formidable : André Hunebelle : síelő, aki hotelszobát keres
- 1951 : - : Les Loups chassent la nuit : Bernard Borderie : a portóit felszolgáló pincér
- 1951 : - : Le voyage en Amérique : Henri Lavorel : az Air France alkalmazottja
- 1951 : - : Jeanne avec nous (tévéfilm) : Claude Vermorel : (?)
- 1952 : A hét főbűn – A lustaság : Les Sept Péchés capitaux – La Paresse : Jean Dréville : Gaston Martin úr, a panaszkodó francia
- 1952 : - : Ils étaient cinq : Jack Pinoteau : Albert, a rendező
- 1952 : - : Les Dents longues : Daniel Gélin : a fotólabor alkalmazottja
- 1952 : - : Agence matrimoniale : Jean-Paul Le Chanois : Charles úr
- 1952 : - : La Fugue de Monsieur Perle : Pierre Gaspard-Huit : a bolond, aki a fürdőkádjában horgászik
- 1952 : - : Week-end à Paris : Gordon Parry : Célestin, a taxisofőr
- 1952 : - : Elle et moi : Guy Lefranc : kávéházi pincér, aki megcsókolja Juliette-et
- 1952 : - : Je l'ai été trois fois : Sacha Guitry : Hammanlif szultán tolmácsa és titkára
- 1952 : - : Monsieur Taxi : André Hunebelle : a Domb-téri dühös festő
- 1952 : - : Monsieur Leguignon Lampiste : Maurice Labro : egy környékbeli lakos
- 1952 : - : Le Huitième Art et la manière (rövidfilm) : Maurice Regamey : rádiórajongó férj
- 1952 : - : Moineaux de Paris : Maurice Cloche : az orvos
- 1952 : - : L'amour n'est pas un péché : Claude Cariven : Cottin úr, a kutyás ember, az U.R.A.F. tagja
- 1952 : Tisztességtudó utcalány : La Putain respectueuse : Charles Brabant és Marcello Pagliero : az éjszakai lokál egy vendége
- 1952 : - : La tournée des grands ducs : André Pellenc (Norbert Carbonnaux fejezte be) : hoteligazgató
- 1952 : - : Tambour battant : Georges Combret : fegyvermester, profi párbajhős
- 1952 : - : Le sorcier blanc : Claude Lalande : (?)
- 1952 : - : Le grillon du foyer (tévéfilm) : Claude Barma : (?)
- 1953 : - : Les Compagnes de la nuit : Ralph Habib : az egyik asztalnál ülő vendég
- 1953 : - : La Vie d'un honnête homme : Sacha Guitry : Emile, Ménard-Lacoste-ék lakája
- 1953 : - : Le Rire (rövidfilm) : Maurice Regamey : Funès a nevetésről beszél
- 1953 : Monsieur Bard különös óhaja : L'Étrange Désir de Monsieur Bard : Radványi Géza : Chanteau úr, ötletgyáros
- 1953 : - : Dortoir des grandes : Henri Decoin : Triboudot úr, fotográfus
- 1953 : - : Au diable la vertu : Jean Laviron : Lorette úr, a vizsgálóbíró írnoka
- 1953 : - : Légère et court vêtue : Jean Laviron : Paul Duvernois, az állítólagos detektív
- 1953 : - : Capitaine Pantoufle : Guy Lefranc : Rachoux úr, bankigazgató
- 1953 : - : Le Secret d'Hélène Marimon : Henri Calef : Ravan úr, a kertész
- 1953 : - : Faites-moi confiance : Gilles Grangier : Tumlatum
- 1953 : - : Mon frangin du Sénégal : Guy Lacourt : az orvos
- 1953 : - : La servante (tévéfilm) : Stellio Lorenzi : (?)
- 1954 : Csalók és csalik : Poisson d'avril : Gilles Grangier : halőr (epizódszerep)
- 1954 : - : Ah! Les belles bacchantes : Jean Loubignac : Michel Leboeuf, felügyelő és különféle szerepek az apró jelenetekben
- 1954 : - : Le Blé en herbe : Claude Autant-Lara : vándormozis
- 1954 : - : Le Chevalier de la nuit : Robert Darène : Adrien Péréduray, szabó
- 1954 : - : Les Corsaires du Bois de Boulogne : Norbert Carbonnaux : a szűkszavú felügyelő
- 1954 : - : Escalier de service – Les Grimaldi : de Carlo Rim : Césare Grimaldi, az apa, olasz művész
- 1954 : - : Fraternité (tévéfilm) : René Lucot : (?)
- 1954 : - : Les hommes ne pensent qu'à ça : Yves Robert : Célosso, az orosz grófnő spanyol férje
- 1954 : Zárt tárgyalás : Huis clos : Jacqueline Audry : (nem szerepel a stáblistán)
- 1954 : - : Les Intrigantes : Henri Decoin : Marcange úr, színdarabíró
- 1954 : Mam'zelle Nitouche : Mam'zelle Nitouche : Yves Allégret : Pétrot, szállásmester
- 1954 : Az ötlábú birka : Le Mouton à cinq pattes : Henri Verneuil : Pilate úr, temetkezési vállalkozó
- 1954 : - : Papa, maman, la bonne et moi : Jean-Paul Le Chanois : Calomel úr, Langlois-ék barkács szomszédja
- 1954 : - : Les pépées font la loi : Raoul André : Jeannot, a Lotus csaposa
- 1954 : Margó királyné : La Reine Margot : Jean Dréville : René, Catherine de Médicis tudós alkimistája
- 1954 : - : Scènes de ménage : André Berthomieu : Boulingrin úr, Ernestine férje
- 1954 : - : Tourments : Jacques Daniel-Norman : Eddy Gorlier, magándetektív
- 1955 : Napóleon : Napoléon : Sacha Guitry : Laurent Passementier, katona
- 1955 : Ingrid, egy fotómodell története : Ingrid – Die Geschichte eines Fotomodells : Radványi Géza : D'Arrigio, divattervező
- 1955 : - : Les Impures : Pierre Chevalier : vonatvezető
- 1955 : - : L'Impossible Monsieur Pipelet : André Hunebelle : Robert bácsi, Germaine fivére és Mathilde férje
- 1955 : Huszárok : Les Hussards : Alex Joffé : Luigi, sekrestyés
- 1955 : - : La Bande à papa : Guy Lefranc : Victor, főnyomozó; Eugène Merlerin
- 1955 : - : Bonjour sourire : Claude Sautet : Bonoeil úr
- 1955 : Ha mesélnének nekem Párizsról : Si Paris nous était conté : Sacha Guitry : Antoine Allègre
- 1955 : - : Frou-Frou : Augusto Genina : Cousinet-Duval ezredes, Frou-Frou egyik védelmezője
- 1955 : Légikisasszonyok : Mädchen ohne Grenzen : Radványi Géza : (?)
- 1956 : Átkelés Párizson : La Traversée de Paris : Claude Autant-Lara : Jambier úr, fűszeres
- 1956 : - : La Famille Anodin (tévésorozat 8×45 perces részben) : André Leroux, Marcel Bluwal, Arnaud Desjardins : (nem szerepel a stáblistán)
- 1956 : A papa, mama, feleségem meg én : Papa, maman, ma femme et moi : Jean-Paul Le Chanois : Calomel úr, Langlois-ék barkácsoló szomszédja
- 1956 : - : Bébés à gogo : Paul Mesnier : Célestin Ratier, a „gyermek-ipar” képviselője
- 1956 : - : La Loi des rues : Ralph Habib : „kutyás Paulo”
- 1956 : - : Courte tête : Norbert Carbonnaux : Graziani apó, az álszerzetes; Prosper, az állovász; Luc de La Frapinière, az álezredes
- 1957 : Megmentettem az életemet : Comme un cheveu sur la soupe : Maurice Regamey : Pierre Cousin, boldogtalan zeneszerző
- 1958 : Itt a gyémánt, hol a gyémánt? : Taxi, Roulotte et Corrida : André Hunebelle : Maurice Berger, szabadságos taxisofőr
- 1958 : Horgász a pácban : Ni vu, ni connu : Yves Robert : Léon Blaireau, montpaillard-i vadorzó
- 1958 : - : La Vie à deux : Clément Duhour : Stéphane, közjegyző
- 1959 : - : Fripouillard et Cie (eredeti címe: I Tartassati) : Steno : Hector „Ettore” Curto, pénzügyi tanácsadó
- 1959 : - : Un coup fumant ou Totò à Madrid (eredeti cím: Totò, Eva e il pennello proibito) : Steno : Francisco Montiel, tanár
- 1959 : Van, aki betegen szereti : Certains l'aiment froide : Jean Bastia : Ange Galopin, hitelező, aki vissza akarja szerezni a pénzét
- 1959 : - : Mon pote le gitan : François Gir : Védrines úr, szerkesztő
- 1960 : - : Dans l'eau qui fait des bulles : Maurice Delbez : Paul Ernzer, a horgász, aki kifogja a hullát
- 1960 : Fracasse kapitány : Le Capitaine Fracasse : Pierre Gaspard-Huit : Scapin, komédiás
- 1960 : - : Les Tortillards : Jean Bastia : Emile Durand, a Cicero nevű rovarirtó bomba készítője
- 1961 : - : La Vendetta : Jean Chérasse : Amoretti (Antonia apja), aki becsületét védendő lett banditává
- 1961 : - : Le crime ne paie pas: L'homme de l'avenue : Gérard Oury : a Kék Bár csaposa
- 1961 : - : La Belle Américaine : Robert Dhéry : Viralot fivérek – egyikük rendőrfelügyelő, másikuk a társaság személyzeti főnöke
- 1961 : Candide, avagy a XX. század optimizmusa : Candide ou l'optimisme du XXe siècle : Norbert Carbonnaux : a Gestapo embere
- 1962 : - : Un clair de lune à Maubeuge : Jean Chérasse : (nem szerepel a stáblistán)
- 1962 : Az epsomi úriember : Le Gentleman d'Epsom : Gilles Grangier : Gaspard Ripeux, vendéglős és lóversenybolond
- 1962 : - : Les Veinards : Jean Girault : Antoine Beaurepaire, a lottójáték boldog nyertese
- 1962 : Irány Deauville : Nous irons à Deauville : Francis Rigaud : az ideges nyaraló a volánnál
- 1962 : Az ördög és a tízparancsolat : Le Diable et les Dix Commandements : Julien Duvivier : Antoine Vaillant, bankrabló
- 1963 : - : Des pissenlits par la racine, de Georges Lautner : Jacques, le cousin de Jérôme : Jockey Jack, kisstílű bűnöző
- 1963 : A nagy átverés : Pouic-Pouic : Jean Girault : Léonard Monestier, gazdag üzletember
- 1963 : Hogyan lettem vezérigazgató? : Carambolages : Marcel Bluwal : Norbert Charolais, a 321 nevű reklámügynökség vezérigazgatója
- 1963 : Robbantsunk bankot! : Faites sauter la banque! : Jean Girault : Victor Garnier, a horgász-vadász bolt tulajdonosa
- 1964 : Fantomas : Fantomas : André Hunebelle : Paul Juve felügyelő
- 1964 : A Saint Tropez-i csendőr : Le Gendarme de Saint-Tropez : Jean Girault : Ludovic „Lütyő” Cruchot, őrmester
- 1964 : Főnök szoknyában / Egérke a férfiak között : Une souris chez les hommes : Jacques Poitrenaud : Marcel Ravelais, kisstílű betörő
- 1964 : Meghal-tok : Des pissenlits par la racine : Georges Lautner : Jack, bűnöző
- 1965 : Az ügyefogyott : Le Corniaud : Gérard Oury : Léopold Saroyan, kereskedelmi igazgató és bűnöző
- 1965 : Fantomas visszatér : Fantômas se déchaîne : André Hunebelle : Paul Juve felügyelő
- 1965 : A csendőr New Yorkban : Le Gendarme à New York : Jean Girault : Ludovic „Lütyő” Cruchot, őrmester
- 1965 : Ahol az öröm tanyázik : Les Bons Vivants : Gilles Grangier : Léon Haudepin, az atlétikai klub dzsúdó szakosztályának elnöke
- 1966 : Egy kis kiruccanás : La Grande Vadrouille : Gérard Oury : Stanislas Lefort, karmester
- 1966 : Maurice Chevalier „hétperces rövidfilm” : Maurice Chevalier "court métrage – documentaire de 7mn" : Miréa Alexandresco : Louis de Funès beszélget Chevalier úrral az otthonában
- 1966 : Főnök inkognitóban : Le Grand Restaurant : Jacques Besnard : Septime úr, egy előkelő párizsi étterem tulajdonosa
- 1967 : Fantomas a Scotland Yard ellen : Fantômas contre Scotland Yard : André Hunebelle : Paul Juve felügyelő
- 1967 : A nagy vakáció : Les Grandes Vacances : Jean Girault : Charles Bosquier, iskolaigazgató
- 1967 : Oscar : Oscar : Édouard Molinaro (Funès a forgatókönyv írásában is közreműködött) : Bertrand Barnier, gazdag üzletember
- 1968 : Felmondtam, jöjjön vissza : Le Petit Baigneur : Robert Dhéry : Louis-Philippe Fourchaume, a hajógyár elnöke
- 1968 : Nicsak, ki tetovál : Le Tatoué : Denys de La Patellière : Félicien Mézeray, üzletember és képkereskedő
- 1968 : A csendőr nősül : Le Gendarme se marie: Jean Girault : Ludovic „Lütyő” Cruchot, őrmester
- 1969 : Heves jeges : Hibernatus : Édouard Molinaro (Funès a forgatókönyv írásában is közreműködött) : Hubert Barrère de Tartas, iparmágnás
- 1970 : Lányok pórázon : L'Homme orchestre : Serge Korber : Edouard úr, azaz Evan Evans, impresszárió és balettmester
- 1970 : A csendőr nyugdíjban : Le Gendarme en balade : Jean Girault : Ludovic „Lütyő” Cruchot, őrmester
- 1971 : Felszarvazták őfelségét : La Folie des grandeurs : Gérard Oury : Don Salluste, a spanyol király nagyhatalmú minisztere
- 1971 : Jo / Hullajó hullajelölt (Joe: az elfoglalt test) : Jo (Joe: The Busy Body) : Jean Girault : Antoine Brisebard, színdarabíró
- 1971 : Fennakadva a fán : Sur un arbre perché : Serge Korber : Henri Roubier, autópálya-építő vállalkozó
- 1973 : Jákob rabbi kalandjai : Les Aventures de Rabbi Jacob : Gérard Oury : Victor „Tukán” Pivert, gazdag vállalkozó
- 1976 : Szárnyát vagy combját? : L'Aile ou la cuisse : Claude Zidi : Charles Duchemin, az étteremkalauz kiadójának igazgatója
- 1978 : Marakodók : La Zizanie : Claude Zidi : Guillaume Daubray-Lacaze, kisiparos és polgármester
- 1978 : A csendőr és a földönkívüliek : Le Gendarme et les Extra-terrestres : Jean Girault : Ludovic „Lütyő” Cruchot, őrmester
- 1979 : A fösvény : L'Avare : Jean Girault és Louis de Funès : Harpagon, a fösvény apa
- 1981 : Káposztaleves : La Soupe aux choux : Jean Girault (Funès a forgatókönyv írásában is közreműködött) : Claude „Kló” Ratinier, fapapucs-készítő parasztember a Tökfőzelék tanyáról
- 1982 : A csendőr és a csendőrlányok : Le Gendarme et les gendarmettes : Jean Girault és Tony Aboyantz : Ludovic „Lütyő” Cruchot, őrmester
- 2013 : Monsieur de Funès : Funès úr (születésének százéves évfordulója alkalmából készített dokumentumfilm) : Gregory Monro : saját maga archív felvételen

## Kasszasikerek
Louis de Funès filmjei vitathatatlan kasszasikert arattak, az 1960-70-es évek Franciaországában több mint ötvenmillió nézőt csábítva a mozikba. 1964 és 1979 között a színész hétszer állt a dobogó tetején, 1967-ben ráadásul egyszerre nyerte el az első (A nagy vakáció), a második (Oscar) és az ötödik (Fantomas a Scotland Yard ellen) helyet a ranglistán.

### Top 10
1. Egy kis kiruccanás: n°1 1966-ban, 17,27 millió néző
2. Az ügyefogyott: n°1 1965-ben, 11,74 millió néző
3. A Saint Tropez-i csendőr: n°1 1964-ben, 7,8 millió néző
4. Jákob rabbi kalandjai: n°1 1973-ban, 7,29 millió néző
5. A nagy vakáció: n°1 1967-ben, 6,98 millió néző
6. A csendőr nősül: n°2 1968-ban (Az első a Dzsungel könyve volt), 6,82 millió néző
7. A csendőr és a földönkívüliek: n°1 1979-ben, 6,28 millió néző
8. Oscar: n°2 1967-ben (Az első szintén Funès filmje, A nagy vakáció lett), 6,12 millió néző
9. Szárnyát vagy combját: n°2 1976-ban (Az első helyen A cápa végzett), 5,84 millió néző
10. Felszarvazták őfelségét: n°4 1971-ben, 5,56 millió néző

## Francia nyelvű irodalom
- Laurent Aknin, Louis de Funès, Nouveau Monde, 2005, ISBN 2-84736-089-1
- Stéphane Bonnotte, Louis de Funès, jusqu'au bout du rire, Lgf, 2005, ISBN 2-253-11497-9
- Olivier de Funès et Patrick de Funès, Louis de Funès : Ne parlez pas trop de moi, les enfants !, Le Cherche midi, 2005, ISBN 2-7491-0372-X
- Jean-Jacques Jelot-Blanc, Louis de Funès, une légende, Anne Carrière, 1993, ISBN 2-910188-07-8
- Christelle Laffin, Louis de Funès, Albin Michel, ISBN 2-226-13517-0

## Könyvek magyarul
- Jean-Jacques Jelot-Blanc: Louis de Funés, a színészlegenda; ford. Bayer Antal; Katalizátor, Bp., 2004
- Patrick de Funés–Olivier de Funés: Ne beszéljetek rólam túl sokat, gyerekek! Louis de Funés; ford. Székely Ervin; Kelly, Bp., 2008